# Вилино
Ви́лино (до 1948 года Бурлю́к; укр. Віліне, крымскотат. Бурлюк, Bürlük) — село Бахчисарайского района Крыма. Согласно административно-территориальному делению Украины является центром Вилинского сельсовета Автономной Республики Крым, согласно административно-территориальному делению России — центр Вилинского сельского поселения Республики Крым.

## Название
Вилино названо в честь лётчика Вилина Ивана Петровича, скончавшегося от ран в 1944 году, полученных при выполнении боевого задания.
Историческое название села — Бурлюк. Происхождение названия точно не установлено, однако народная этимология связывает его с крымскотатарским словом бурь — «почка». В таком случае, образованное с помощью аффикса -люк слово бурлюк, можно перевести как «нечто с почками», «место, или объект, на котором есть почки».

## Современное состояние
Ранее Вилино — главная усадьба процветающего колхоза им. XXII съезда. Площадь, занимаемая селом, 177 гектаров, на которой в 2763 дворах, по данным сельсовета на 2009 год, числилось 7,2 тысячи жителей На западном краю села расположен посёлок и Предгорное опытное хозяйство НИИ виноделия и виноградарства Магарач. В селе имеются 2 средних школы: средняя общеобразовательная школа № 1 и средняя общеобразовательная школа № 2 с русским и крымскотатарским (с 1996 года) языками обучения и «Межшкольный учебный комбинат с общим и средним (полным) образованием» (бывший учебно-воспитательный комплекс «Школа-лицей с профессиональным обучением»), детский сад комбинированного вида «Берёзка», участковая больница, музыкальная школа, почта, православная церковь Иконы Божией Матери «Всех скорбящих Радость», Дом культуры и 2 клуба, мечеть «Алма-Тархан джамиси» (по другим данным называется «Бурлюк джамиси»), библиотека, торговый центр, множество магазинов, рынки, заведения общепита и прочие объекты инфраструктуры.

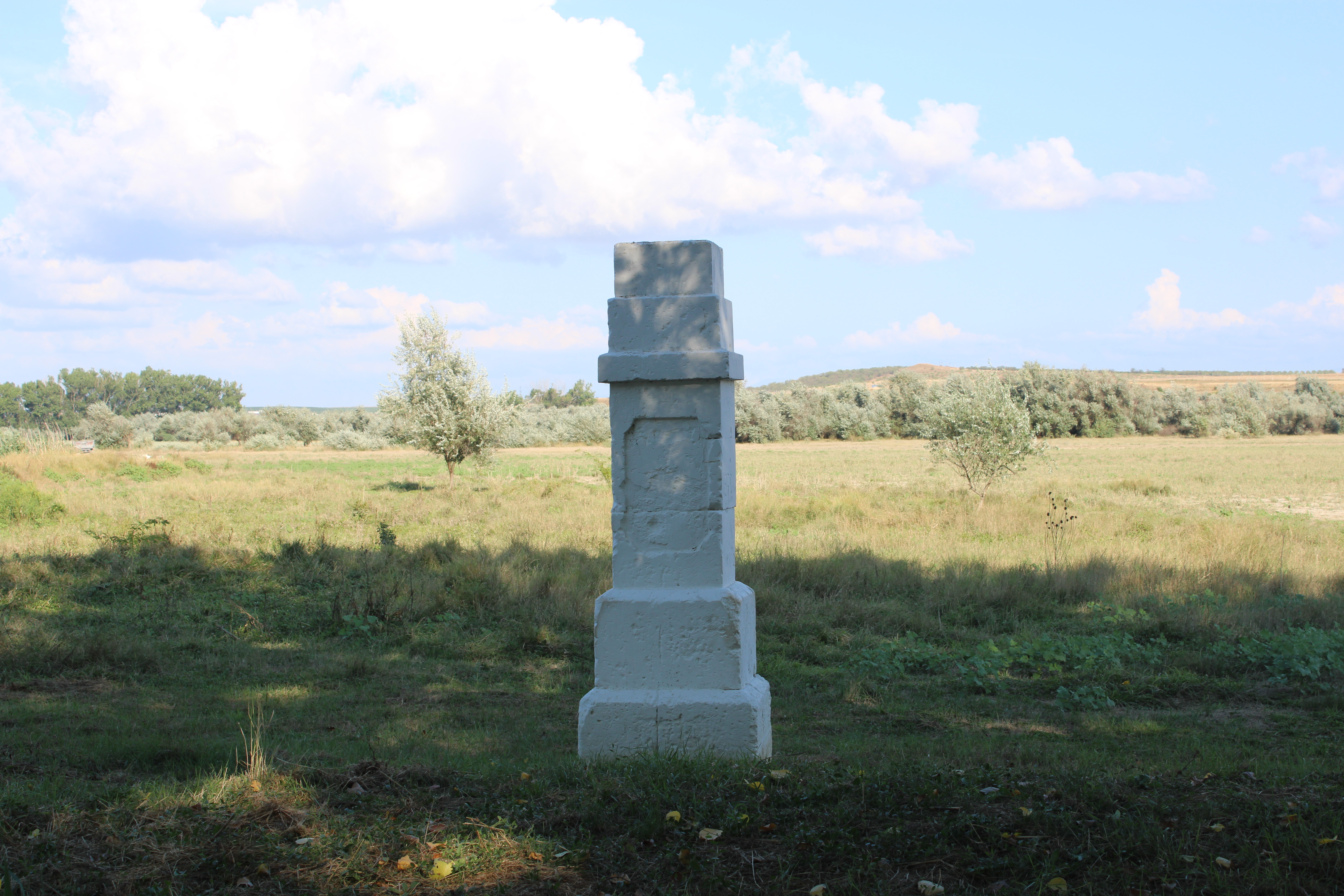
Памятник на братской могиле русских воинов 16 августа 2022 года
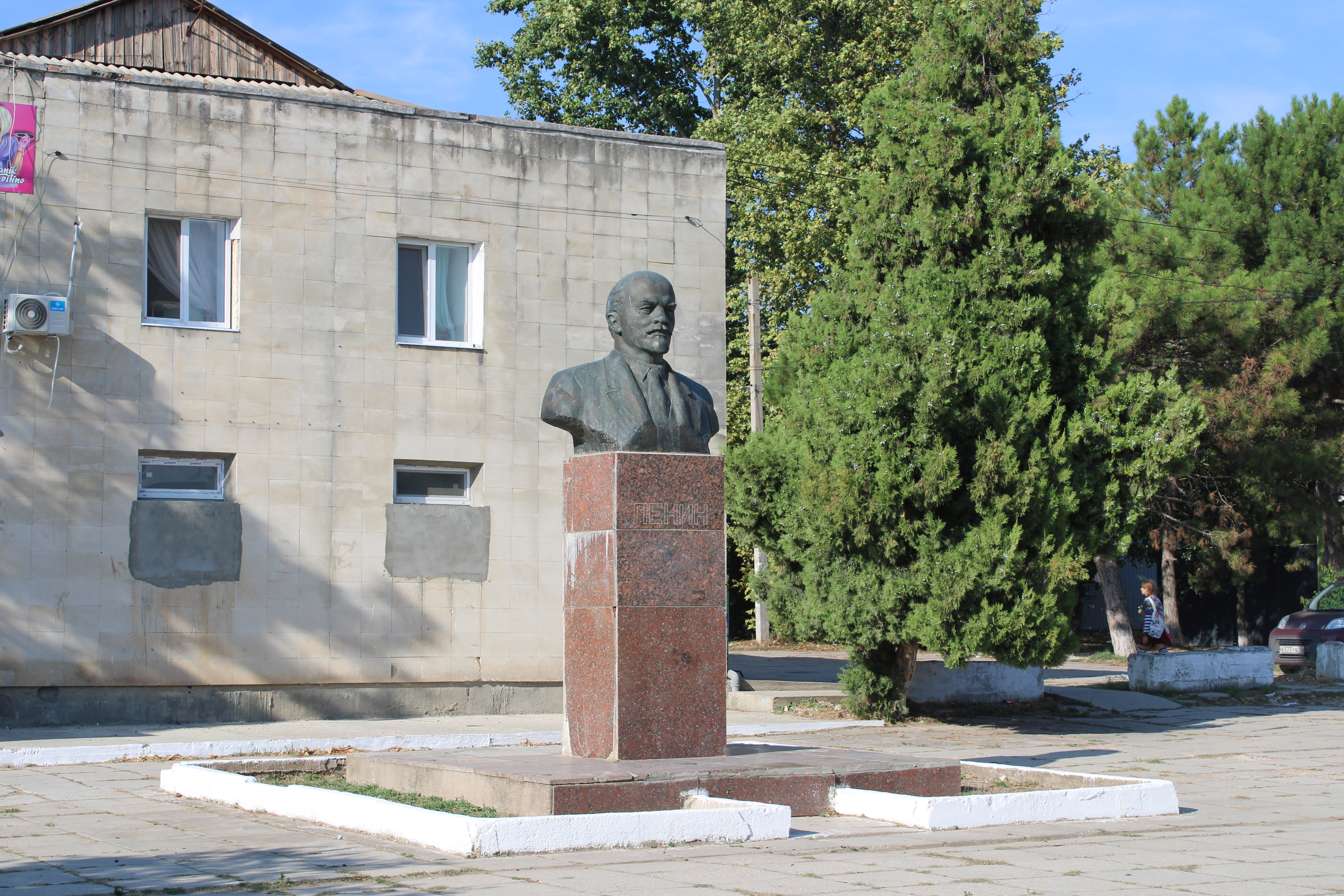
Памятник В. И. Ленину 16 августа 2022 года
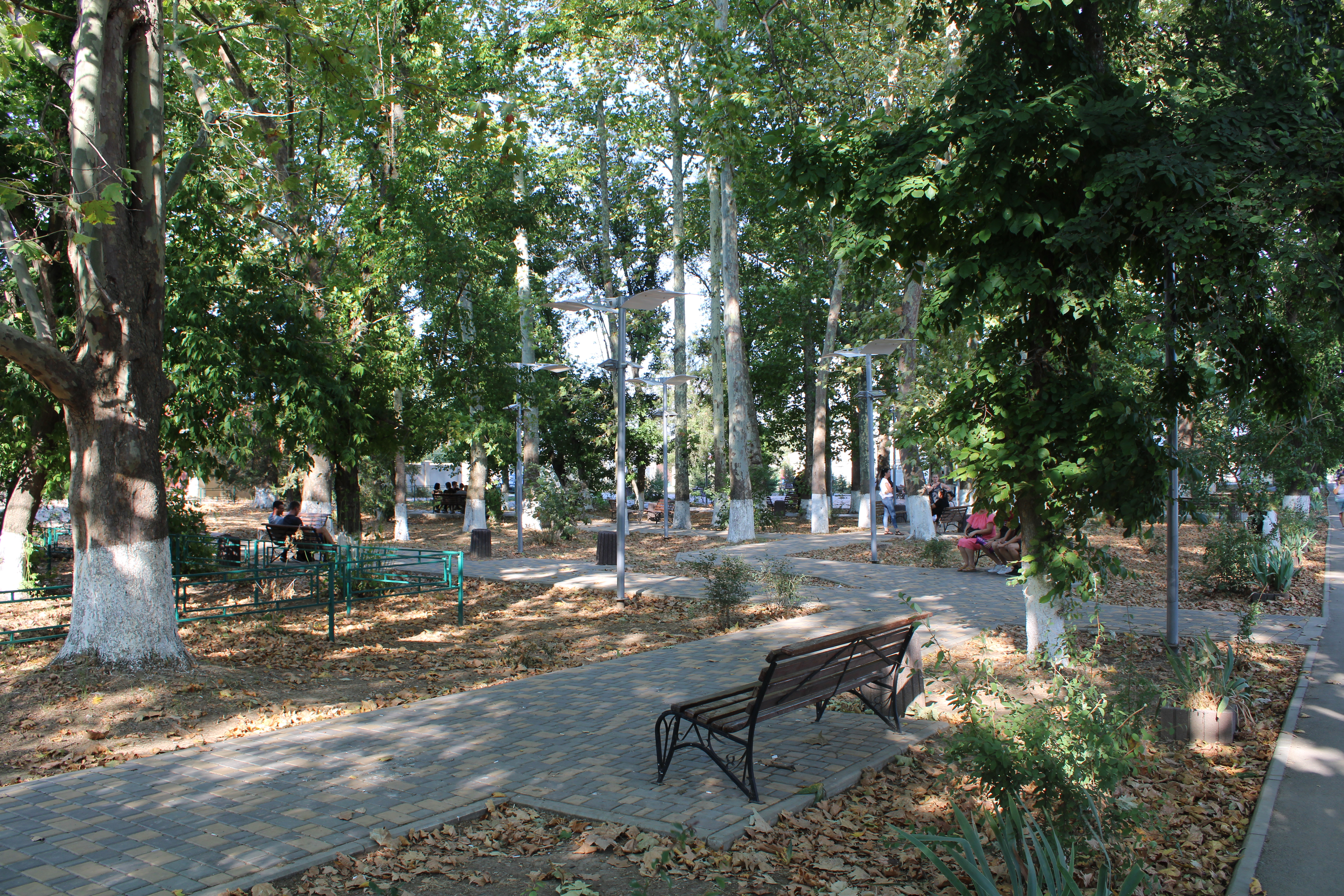
Сельский парк 16 августа 2022 года
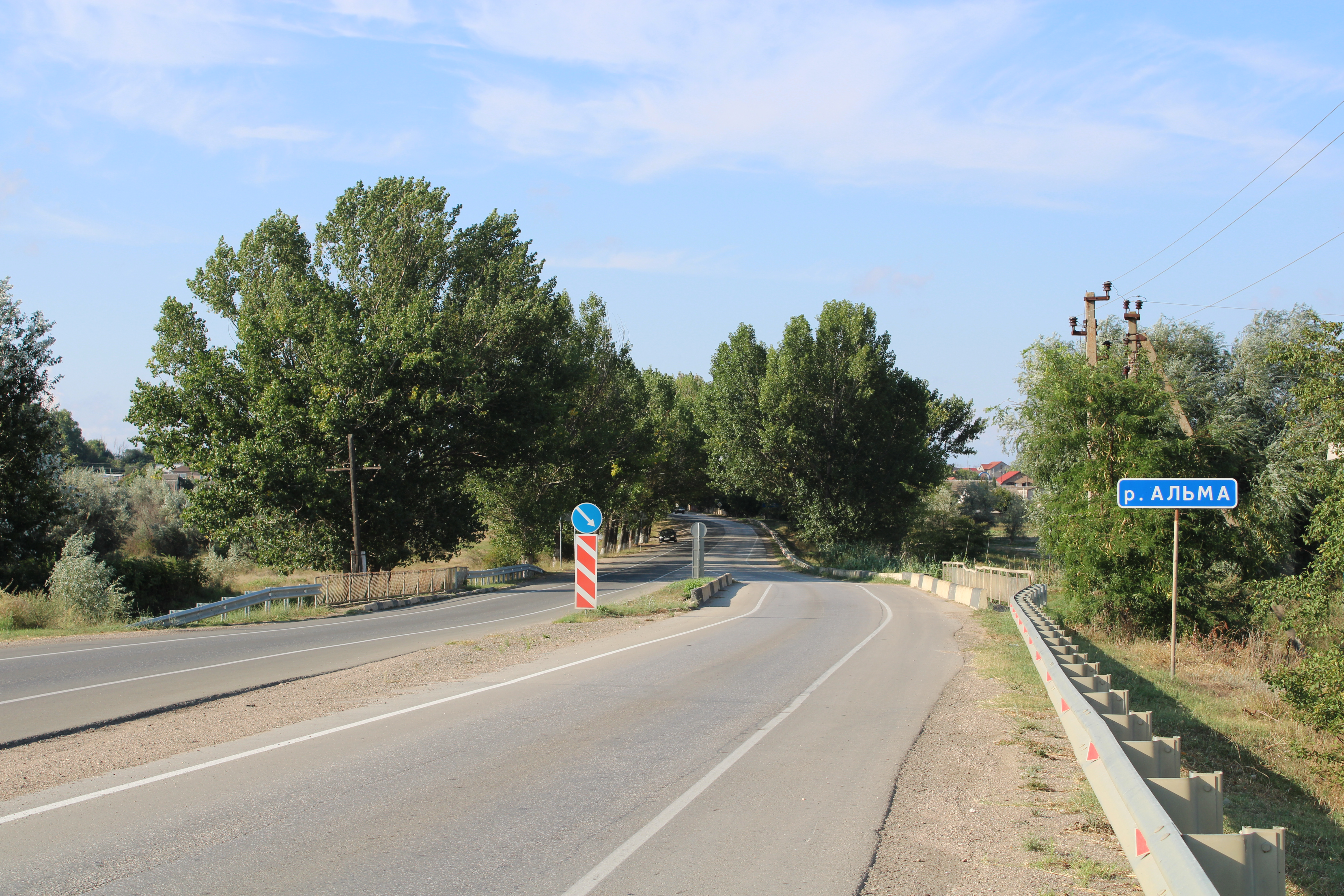
Мост через реку Альма 16 августа 2022 года
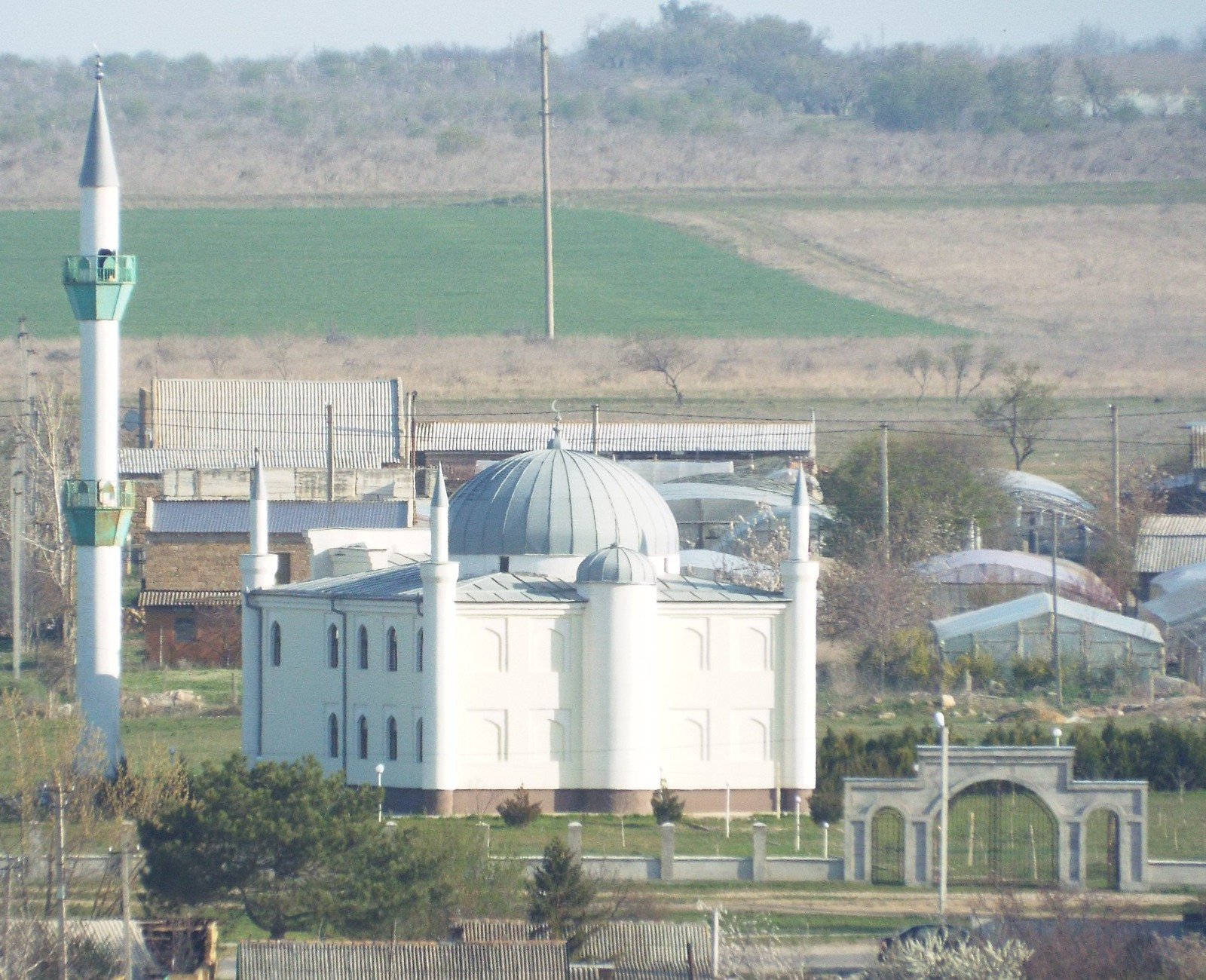
Мечеть Бурлюк-джамиси, построена в 2008-2011 годах

## География
Вилино является, своего рода, центром приморской части района, расположенное в низовьях реки Альмы на правом берегу, вытянувшись более чем на 5 км вдоль шоссе Новопавловка — Песчаное.
В районе села находится начало Третьей гряды Крымских гор — степь плавно поднимается от уровня моря, образуя куэсту, обрывающуюся через 20 километров обрывами в долину перед Второй грядой, высота центра села над уровнем моря 37 м. При том здесь, в районе устья Альмы, левый берег долины ещё высокий и довольно крутой, а правый представляет собой уже натуральную степь.

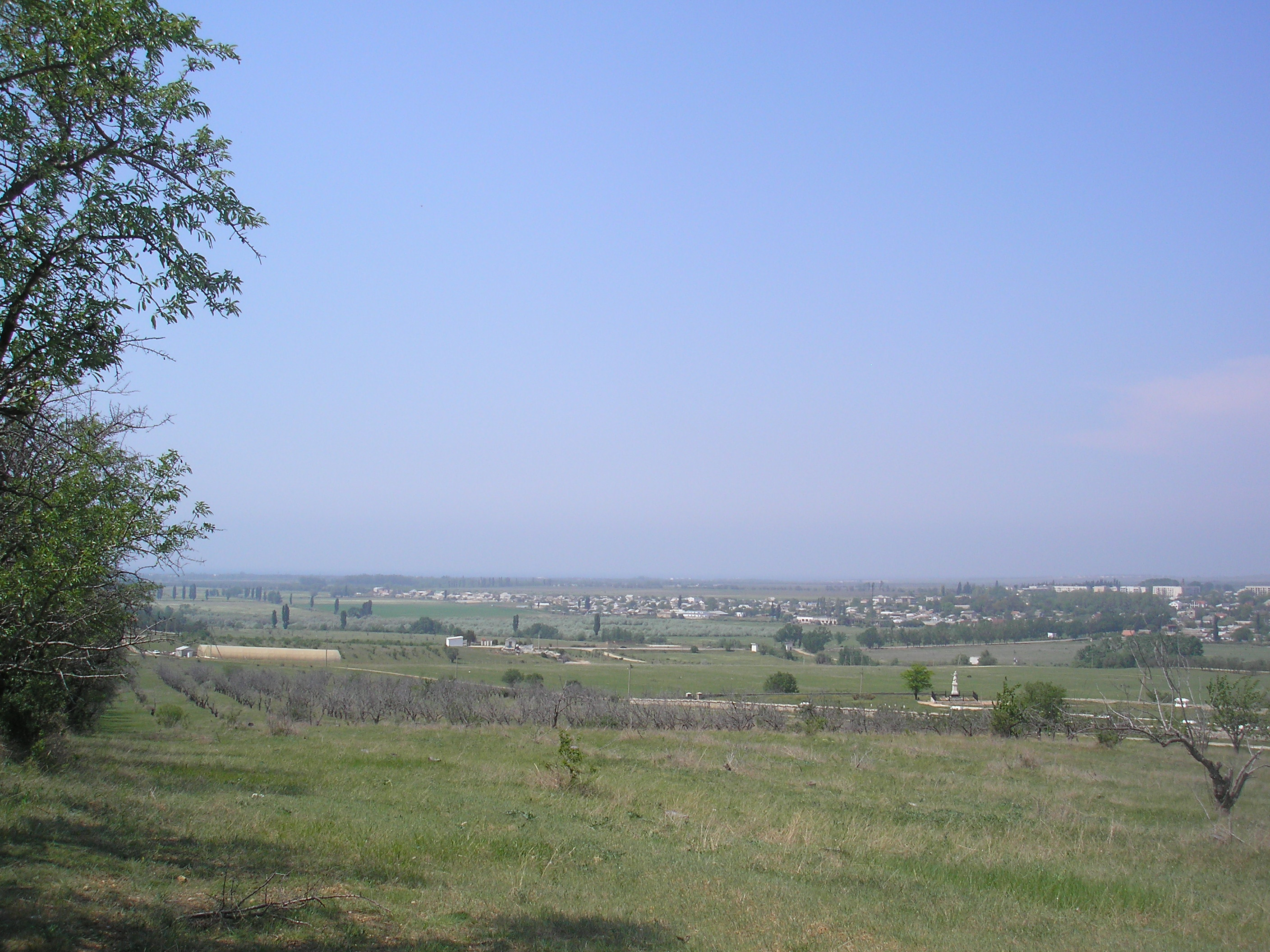
Западная часть села 8 мая 2012 года
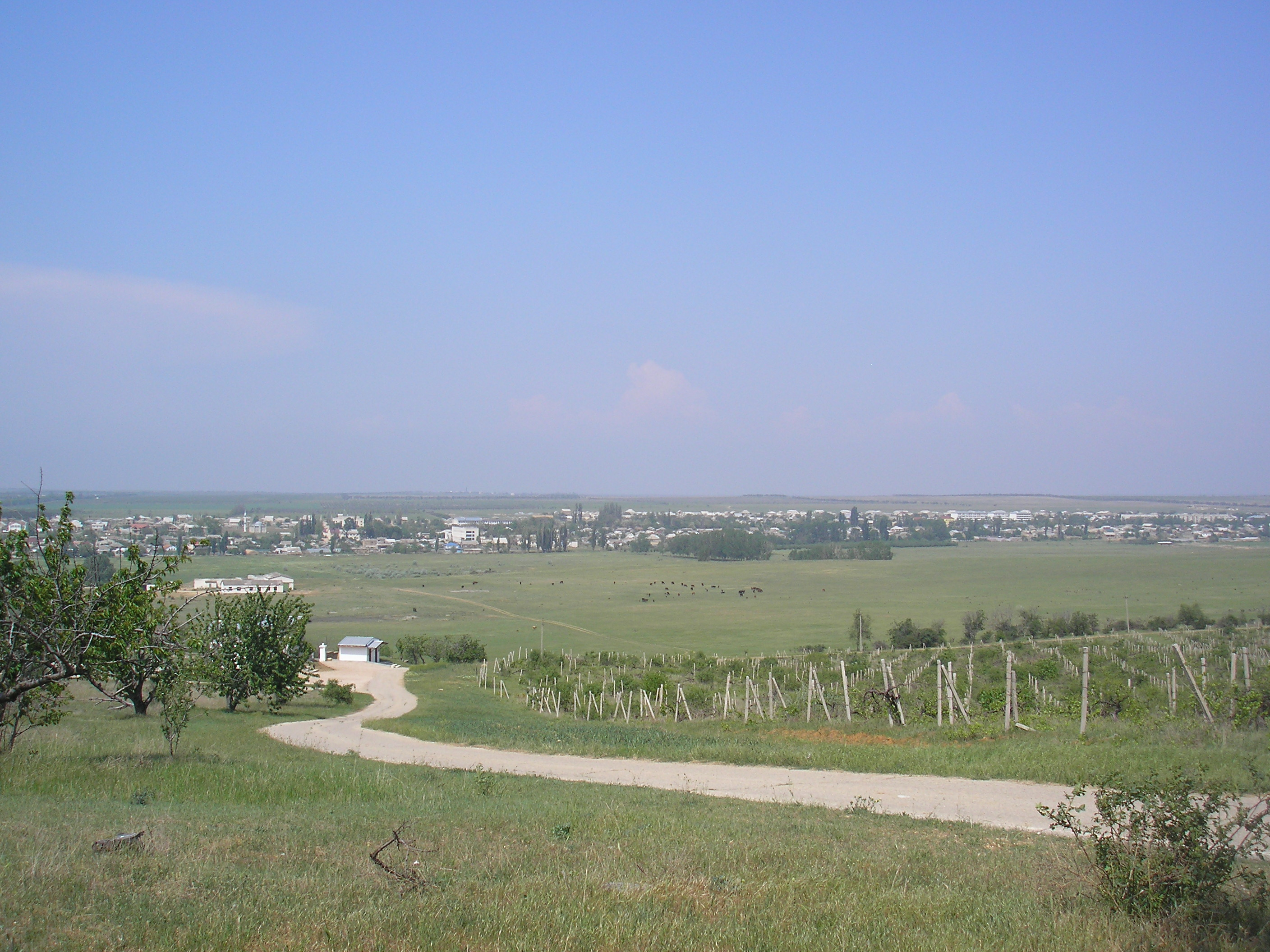
Центральная часть 8 мая 2012 года
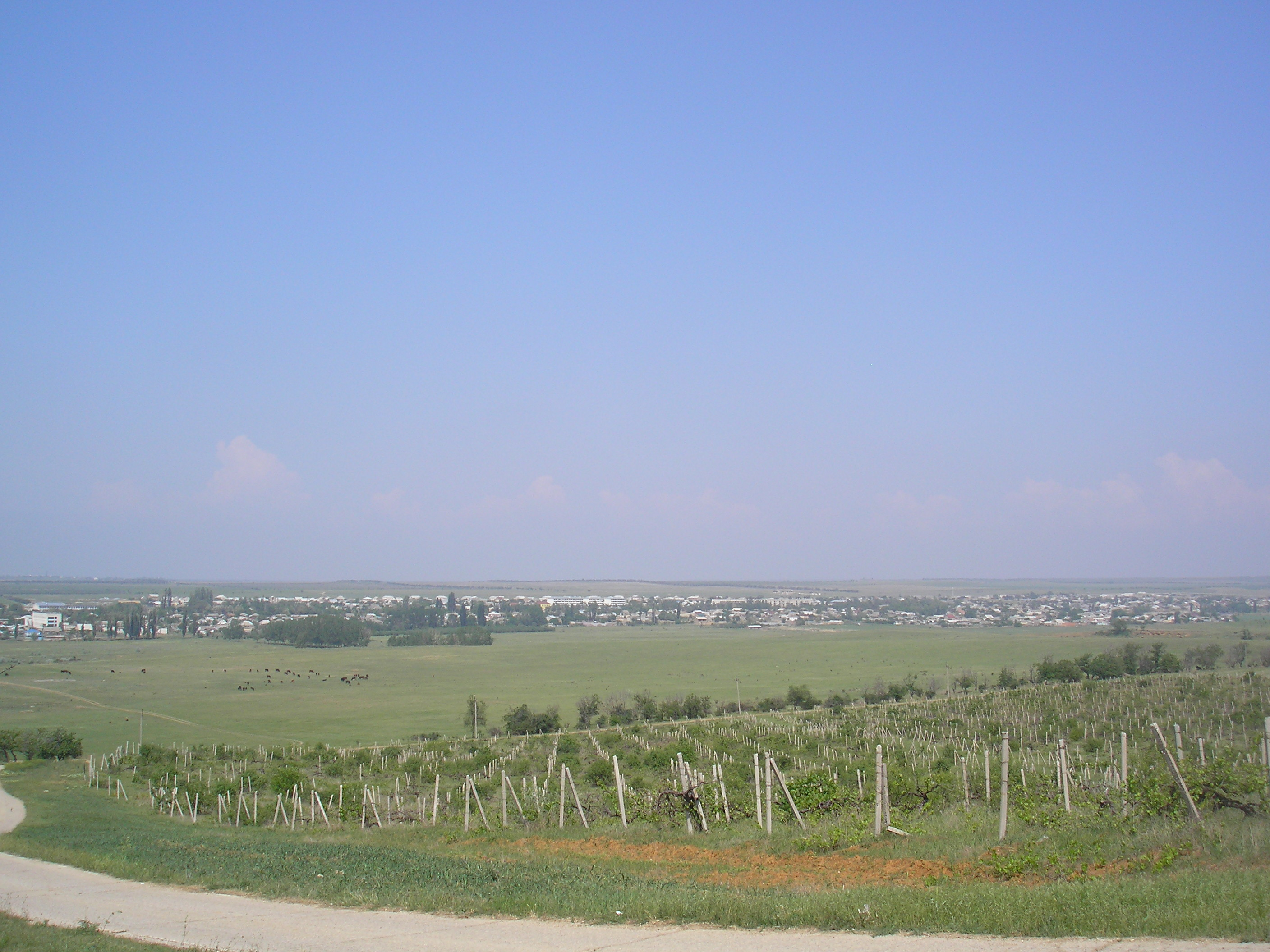
Восточная часть, бывшее Красноармейское 8 мая 2012 года
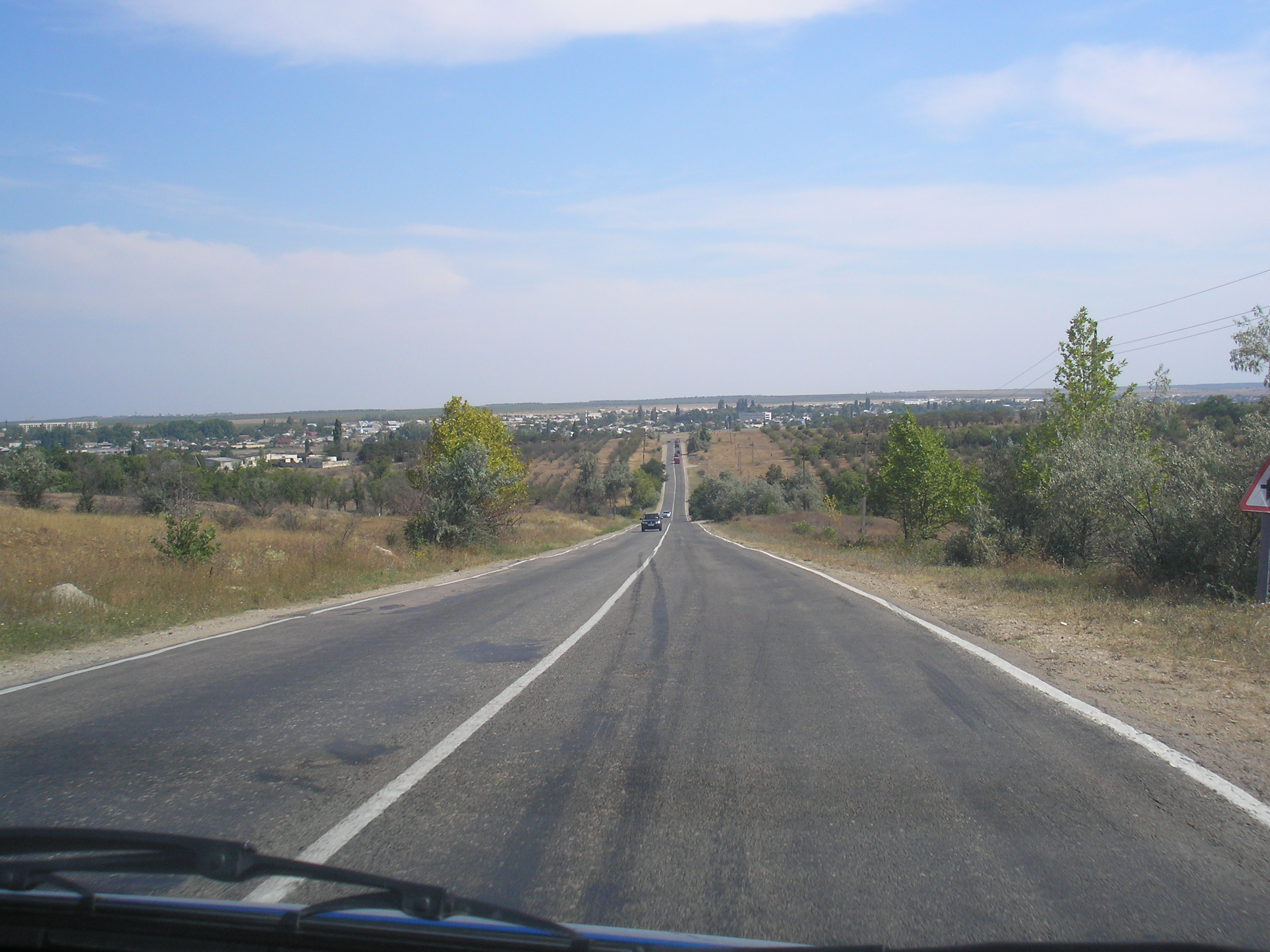
Вид с юга 15 августа 2009 года

## История
Деревня Бурлюк впервые упоминается в документах Крымского ханства, в кадиаскерском (судебном) деле 1621 года как Урлюк. В последний период существования ханства деревня административно относилась, как записано в Камеральном описании Крыма 1784 года к бакчи-сарайскому каймаканству Бакче-сарайскаго кадылыка. После присоединения Крыма к России (8) 19 апреля 1783 года, (8) 19 февраля 1784 года, именным указом Екатерины II сенату, на территории бывшего Крымского Ханства была образована Таврическая область и деревня была приписана к Симферопольскому уезду. С началом Русско-турецкой войной 1787—1791 годов, весной 1788 года производилось выселение крымских татар из прибрежных селений Альминской долины во внутренние районы полуострова, в том числе и из Бурлюка. В конце войны, 14 августа 1791 года всем было разрешено вернуться на место прежнего жительства. Упоминается Бурлюк в губернаторских документах от 23 июля 1793 года по случаю выделения земли полковнику Мавромихали. После Павловских реформ, с 1796 по 1802 год, входил в Акмечетский уезд Новороссийской губернии. По новому административному делению, после создания 8 (20) октября 1802 года Таврической губернии, Бурлюк был включён в состав Актачинской волости Симферопольского уезда.
Согласно Ведомости о всех селениях в Симферопольском уезде состоящих с показанием в которой волости сколько числом дворов и душ… от 9 октября 1805 года, в Бурлюке числилось 36 дворов, в которых проживали 207 крымских татар и 7 цыган, а земли принадлежали лейтенанту Черноморского флота Мавромихали. На военно-топографической карте генерал-майора Мухина 1817 года обозначено 28 дворов. После реформы волостного деления 1829 года Бурлюк, согласно «Ведомости о казённых волостях Таврической губернии 1829 года», включили в состав Дуванкойской волости (преобразованной из Чоргунской). На карте 1836 года в деревне 69 дворов, как и на карте 1842 года.

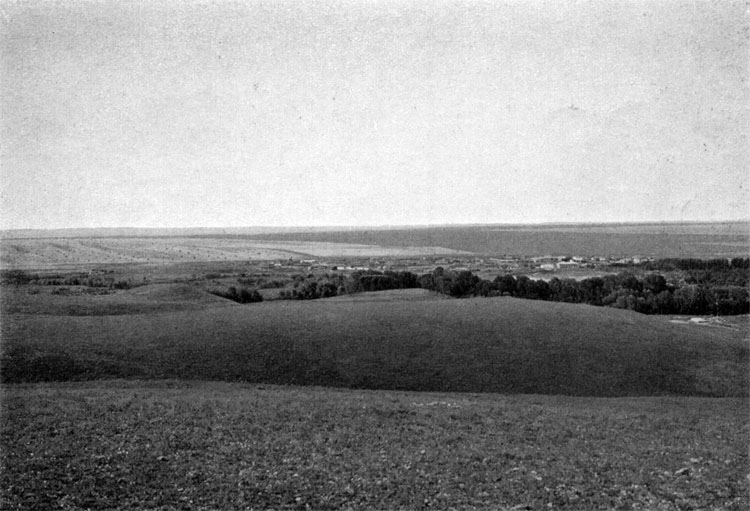
Общий вид 1904 год
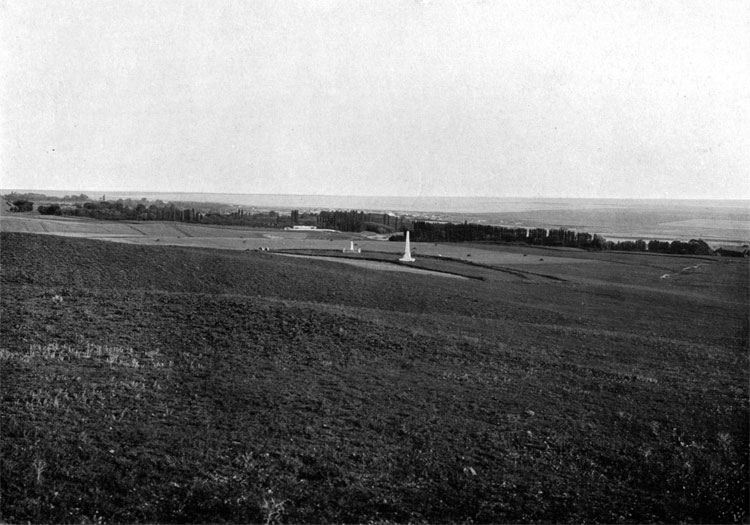
Мемориал Альминского сражения 1904 год
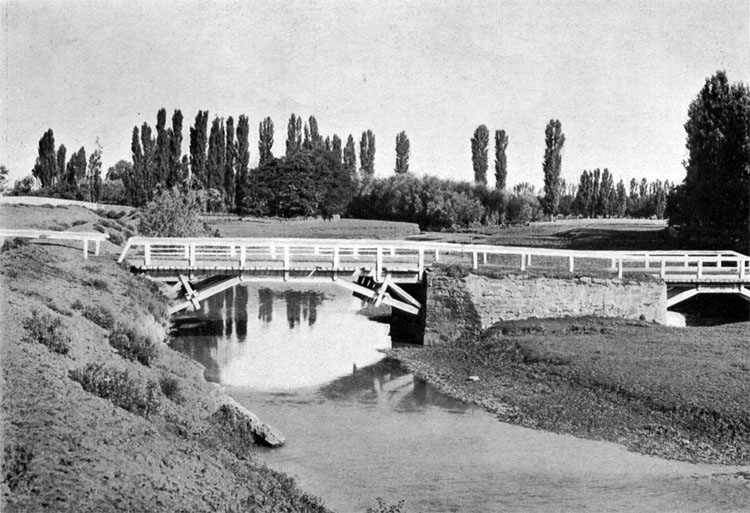
Мост через Альму 1904 год
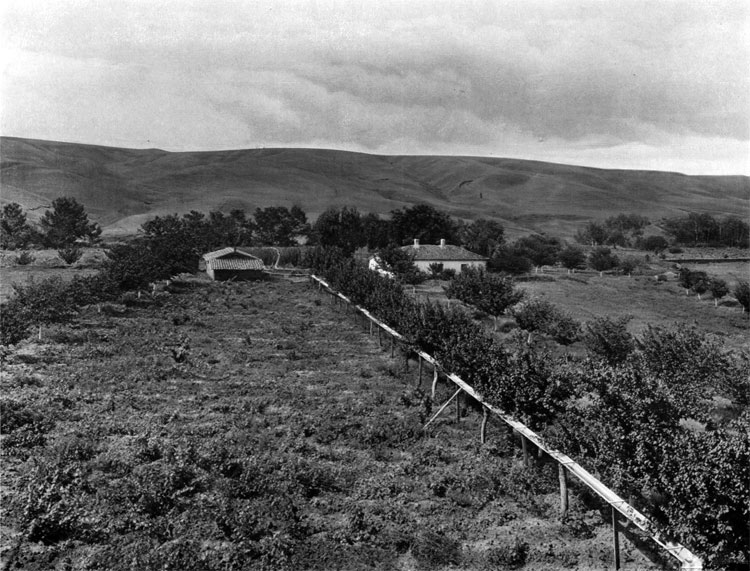
Хутор при Бурлюке 1904 год
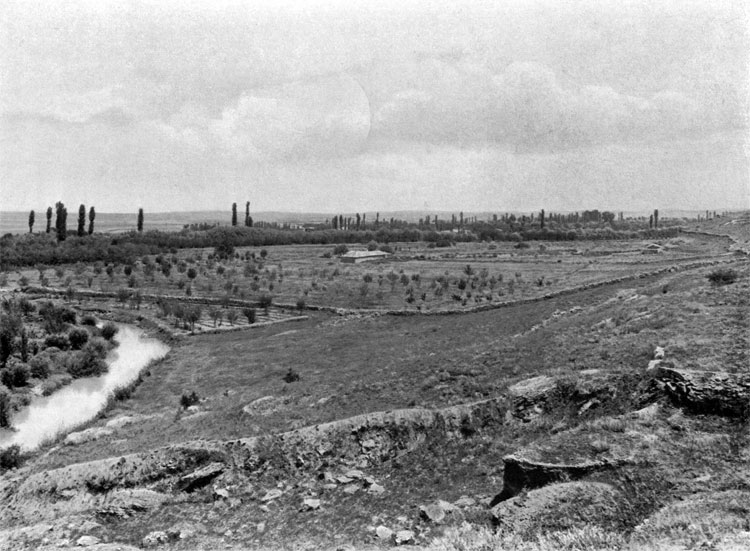
Тарханлар (ныне восточная часть села) 1904 год

В районе деревни Бурлюк 8 (20) сентября 1854 года произошло крупнейшее сражение Крымской войны — Альминское, причём в самом селе находились позиции 2-го британского дивизиона. В этом сражении русские войска, располагавшиеся на высоком левом берегу реки, были разбиты.
В 1860-х годах, после земской реформы Александра II, деревня осталась в составе преобразованной Дуванкойской волости. Видимо, после сражения и, возможно, в результате последовавшей после войны эмиграции крымских татар в Османскую империю, население деревни сократилось, и в «Списке населённых мест Таврической губернии по состоянию на 1864 год» (по результатам VIII ревизии) записан Бурлюк — владельческая татарская деревня, с 36 дворами, 196 жителями мечетью при реке Алме . По обследованиям профессора А. Н. Козловского начала 1860-х годов, в селении имелись колодцы глубиной 2—4 сажени, из которых половина с пресной, а половина с солёной водой. На трёхверстовой карте Шуберта 1865—1876 года дворов отмечено 35, но отдельно показаны примыкающие к деревне хутора Августовского и Беловодского. В «Памятной книге Таврической губернии 1889 года», по результатам Х ревизии 1887 года, в деревне числилось 54 двора и 255 жителей, а на верстовой карте 1892 года — 54 двора с русско-татарским населением.
После земской реформы 1890-х годов деревня осталась в составе преобразованной Дуванкойской волости. Согласно «…Памятной книжке Таврической губернии на 1892 год», в деревне Бурлюк, входившей в Тарханларское сельское общество, числилось 242 жителя в 34 домохозяйствах, все безземельные. По «…Памятной книжке Таврической губернии на 1902 год» деревня Бурлюк, как населённая безземельными и не входившая в сельское общество, приписана к волости для счёта, без указания числа жителей и домохозяйств. На 1902 год в деревне работали врач и фельдшер. На 1914 год в селении действовали русская и татарская земские школы. По Статистическому справочнику Таврической губернии. Ч.II-я. Статистический очерк, выпуск шестой Симферопольский уезд, 1915 год, в деревне Бурлюк (на Альме) Дуванкойской волости Симферопольского уезда числился 41 двор с татарским населением в количестве 407 человек приписных жителей и 25 — «посторонних», из которых 224 мужчины и 208 женщин. Жители владели 263 десятинами удобной земли. В хозяйствах имелось 60 лошадей, 10 волов, 40 коров и 229 голов мелкого скота. Также к селению были приписаны имение А. М. Казы, 7 хуторов и около 10 частных садов.
После установления в Крыму Советской власти, по постановлению Крымревкома от 8 января 1921 года была упразднена волостная система и село включили в состав вновь созданного Подгородне-Петровского района Симферопольского уезда, а в 1922 году уезды получили название округов. 11 октября 1923 года, согласно постановлению ВЦИК, в административное деление Крымской АССР были внесены изменения, в результате которых был ликвидирован Подгородне-Петровский район и образован Симферопольский и село включили в его состав. Согласно Списку населённых пунктов Крымской АССР по Всесоюзной переписи 17 декабря 1926 года, в селе Бурлюк, Алма-Тамакского сельсовета Симферопольского района, числилось 130 дворов, из них 107 крестьянских, население составляло 517 человек (255 мужчин и 262 женщины). В национальном отношении учтено: 259 татар, 175 русских, 31 украинец, 21 немец, 9 эстонцев, 2 грека, 1 латыш, 15 записаны в графе «прочие», действовала русско-татарская школа. Время переподчинения села Бахчисарайскому району пока точно не установлено, возможно, это результат постановления «О реорганизации сети районов Крымской АССР» от 30 октября 1930 года.

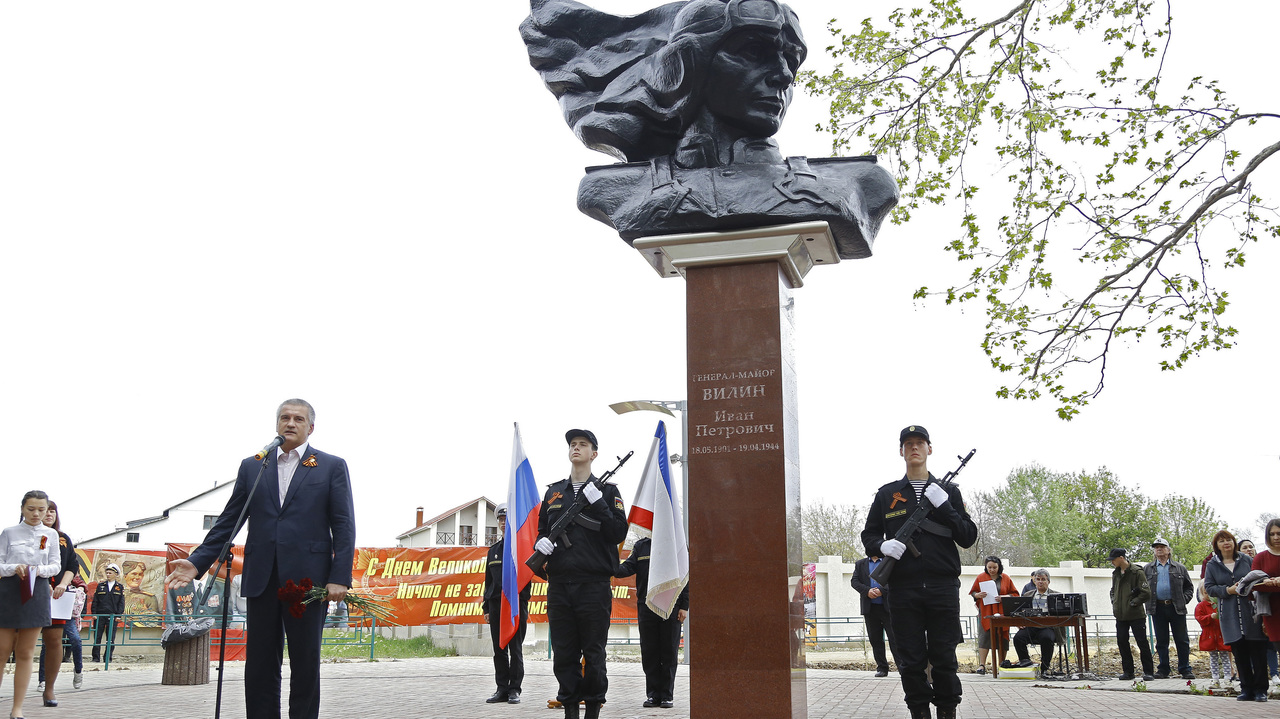
Открытие памятника И. П. Вилину 8 мая 2019 года С. В. Аксёновым

Максимального значения число жителей — свыше 750, достигло перед Великой Отечественной войной, но вскоре после освобождения Крыма, 18 мая 1944 года, согласно Постановлению ГКО № 5859 от 11 мая 1944 года, жители села — крымские татары были депортированы в Среднюю Азию. 12 августа 1944 года было принято постановление № ГОКО-6372с «О переселении колхозников в районы Крыма» по которому в район планировалось переселить 6000 колхозников и в сентябре 1944 года в район приехали первые новосёлы (2146 семей) из Орловской и Брянской областей РСФСР, а в начале 1950-х годов последовала вторая волна переселенцев из различных областей Украины.
Бурлюк был переименован в Вилино 18 мая 1948 года указом Президиума Верховного Совета РСФСР в честь лётчика, генерал-майора Ивана Петровича Вилина, заместителя командира 214-й штурмовой Керченской дивизии, погибшего в Крыму при освобождении Севастополя. С 25 июня 1946 года Вилино в составе Крымской области РСФСР, а 26 апреля 1954 года Крымская область была передана из состава РСФСР в состав УССР. Время создания сельсовета пока не установлено: на 15 июня 1960 года село входило в состав Красноармейского, а на 1 января 1968 года совет уже существовал. В начале 1960-х годов к Вилино были присоединены расположенный на западной окраине посёлок института виноградарства и виноделия Магарач и небольшое село Новофёдоровка. Находившееся с восточной стороны село Красноармейское (бывший Алма-Тархан) включено в состав в 1965 году.
С 12 февраля 1991 года село в восстановленной Крымской АССР, 26 февраля 1992 года переименованной в Автономную Республику Крым. С 21 марта 2014 года — в составе Республики Крым России.

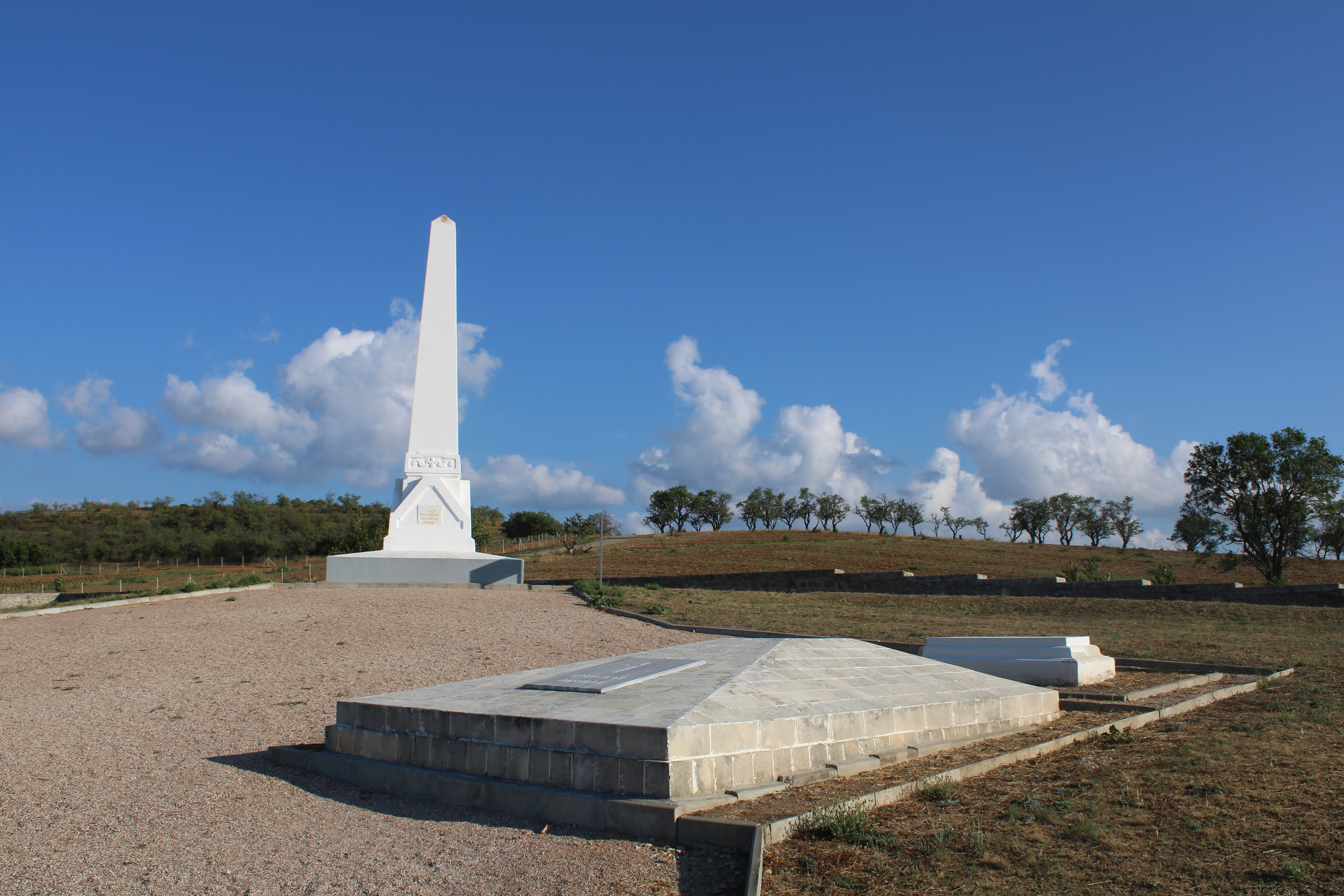
Мемориал Альминского сражения 16 августа 2022 года
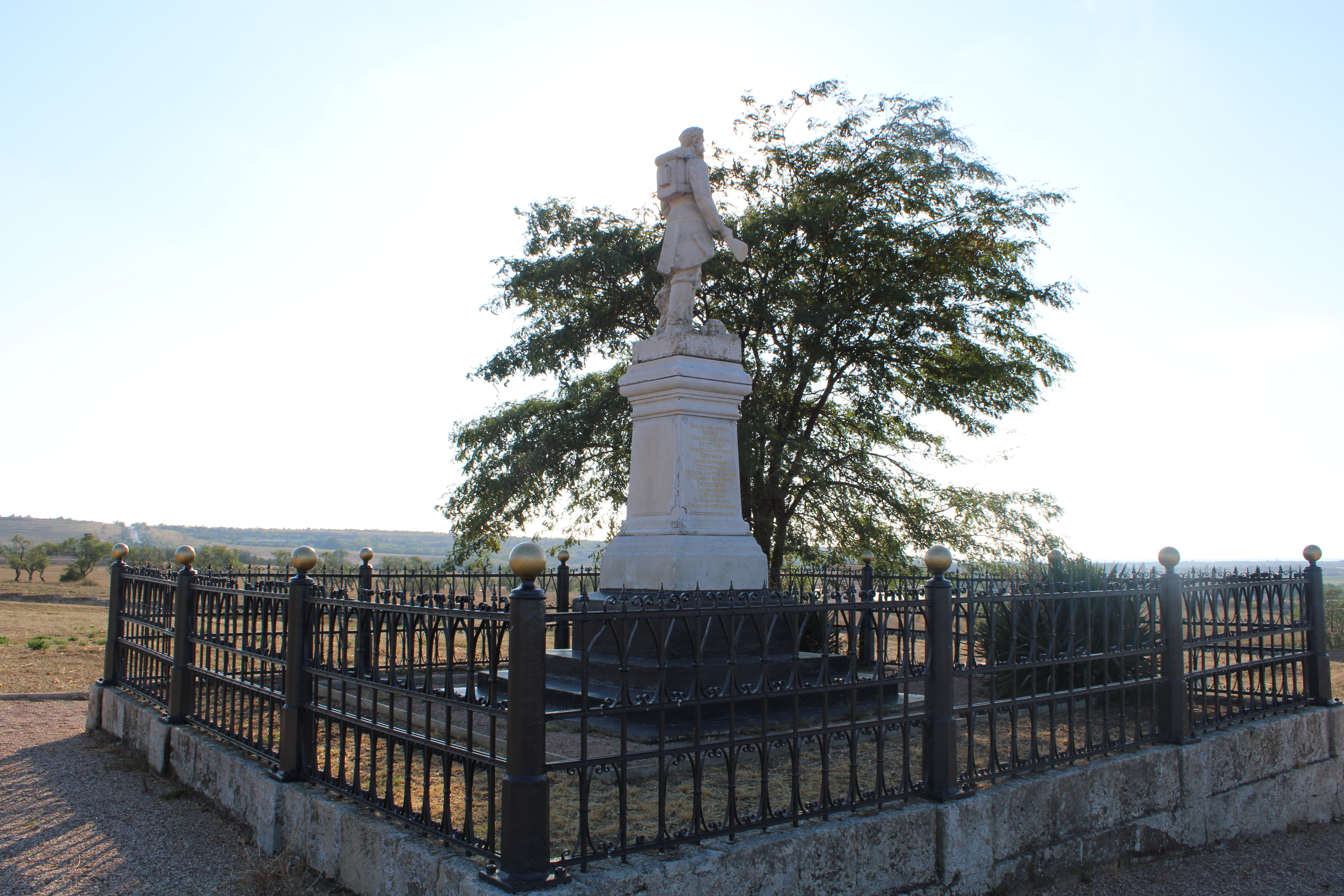
Памятник солдатам и офицерам Владимирского пехотного полка 16 августа 2022 года
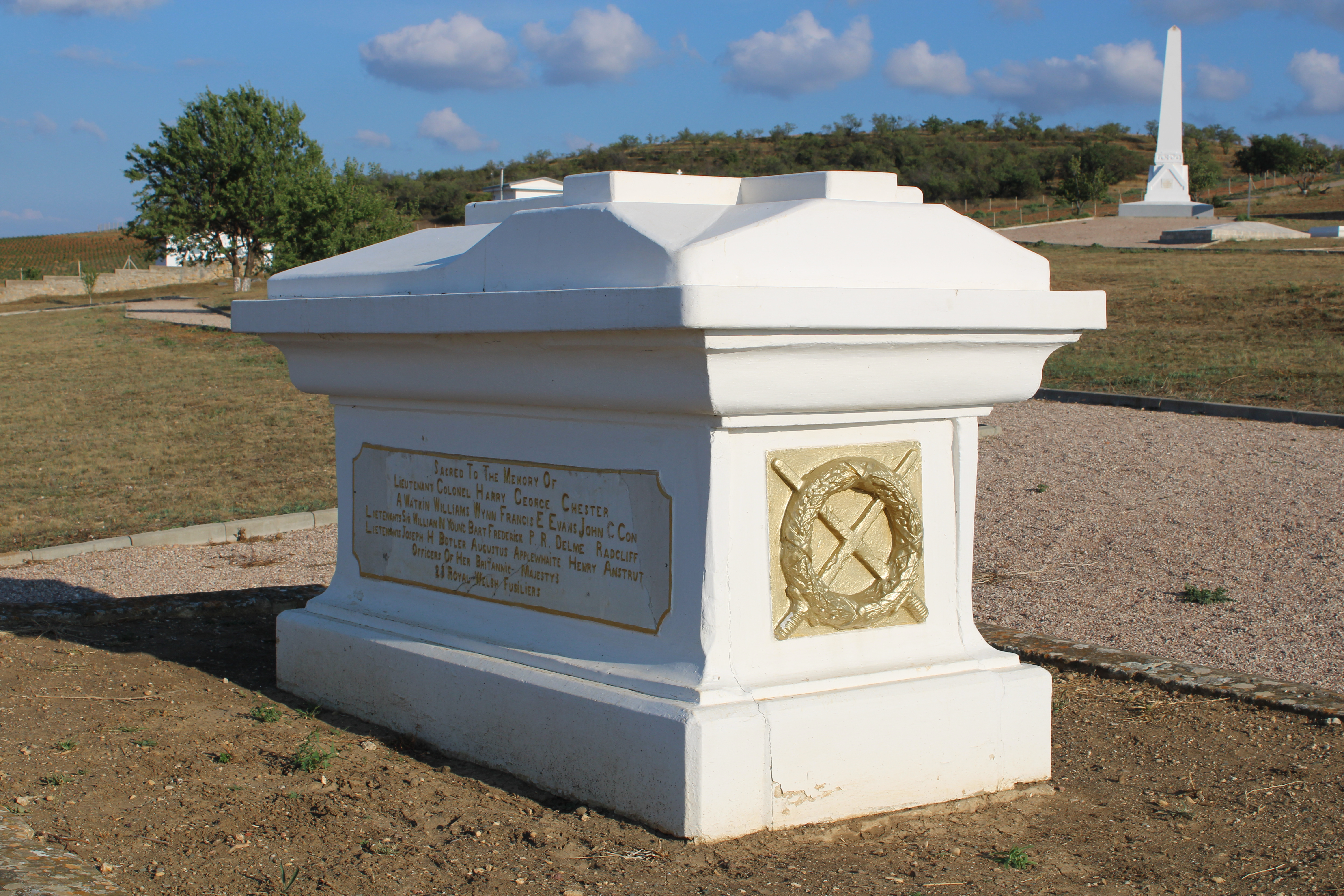
Могила британских офицеров 16 августа 2022 года
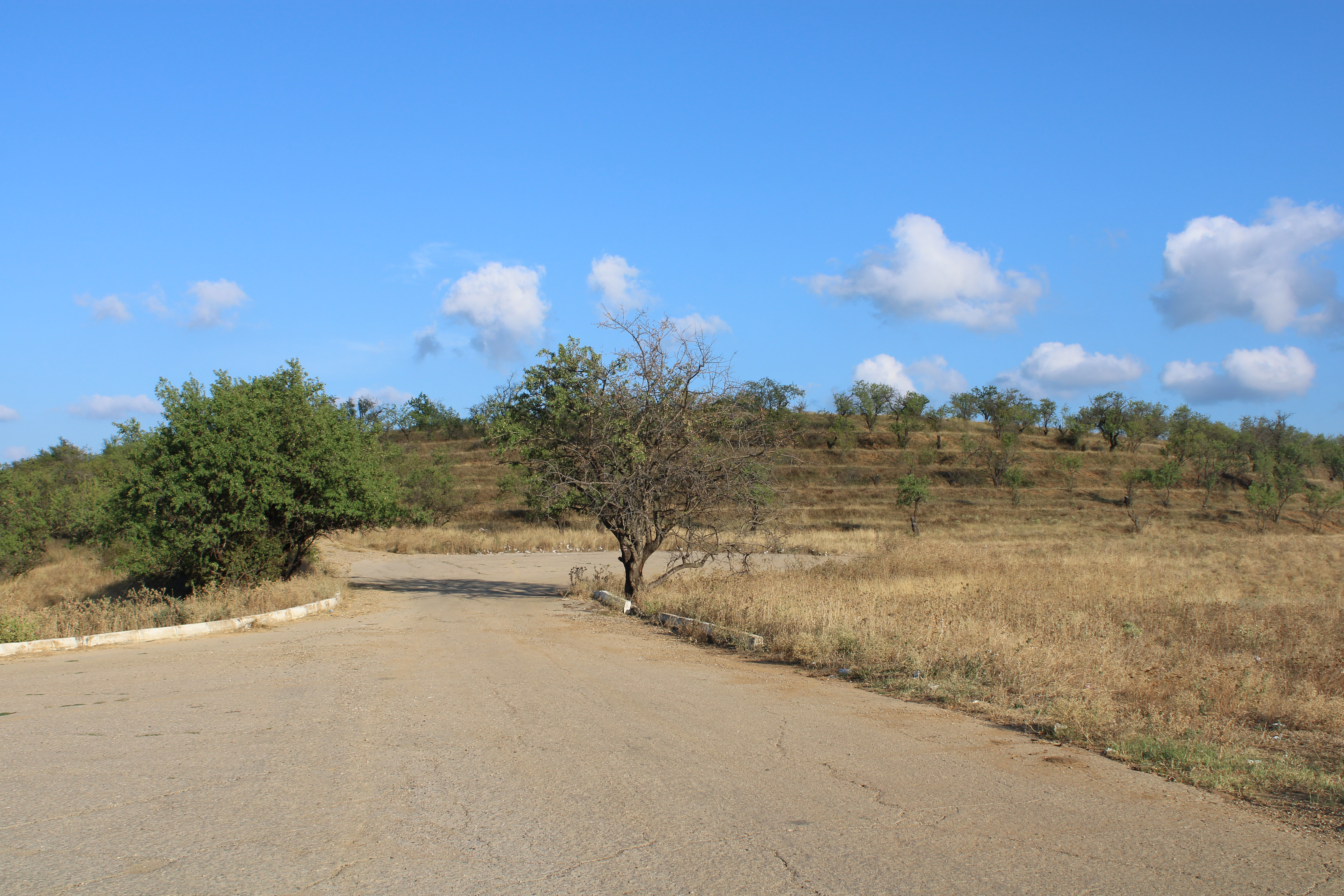
Курганный холм 16 августа 2022 года

## Население
| 2001 | 2014  | 2021  |
| ---- | ----- | ----- |
| 6913 | ↗6960 | ↗6973 |

Всеукраинская перепись 2001 года показала следующее распределение по носителям языка:
| Язык             | Число жит. | Процент |
| ---------------- | ---------- | ------- |
| русский          | 4682       | 67,73   |
| крымскотатарский | 1290       | 18,66   |
| украинский       | 593        | 8,58    |
| белорусский      | 22         | 0,32    |
| армянский        | 8          | 0,12    |
| молдавский       | 7          | 0,1     |
| болгарский       | 1          | 0,01    |
| немецкий         | 1          | 0,01    |
| венгерский       | 1          | 0,01    |

По данным сельсовета на 2009 год — 7,2 тысячи жителей в 2 763 дворах на площади 177 гектаров.
Динамика численности
| - 1805 год — 214 чел. - 1864 год — 196 чел. - 1887 год — 255 чел. - 1892 год — 242 чел. - 1915 год — 407/25 чел. | - 1926 год — 517 чел. - 1939 год — 750 чел. - 1974 год — 4660 чел. - 2001 год — 6913 чел. - 2016 год — 6960 чел. |

## Транспорт
Вилино находится на пересечении дорог юго-западного Крыма: автодорога 35Н-019 Почтовое — Песчаное (по украинской классификации — С-0-10202) (по ней в двух километрах Чёрное море) и 35К-009 Саки — Севастополь (Т-0104 украинской классификации). До райцентра из села две дороги: через гору Яшлав — около 25 километров и более длинная по Альминской долине − 46 км, до Симферополя — 43 км. Через село проходит шоссе, связывающее Севастополь (30 км) с Саками (45 км) и Евпаторией (65 км) (древний тракт из Херсонеса в Керкинитиду), с которыми село связано автобусным сообщением. Недалеко, в пределах 10 километров, расположены прибрежные сёла Береговое и Угловое, немного дальше — курорт Николаевка. По всем направлениям сообщение — рейсовые автобусы и маршрутные такси. Ближайшие железнодорожные станции — Бахчисарай и Почтовая в 20 и 25 километрах соответственно.